# 聚楽廻
聚楽廻（じゅらくまわり）は、京都市中京区の地名。
近世から近代にかけての村名・大字名として用いられ、
現在では、公称町名に「聚楽廻」を冠する地域を指す。

## 概要
豊臣秀吉が造営した聚楽第旧地の南西部、二条城の西側にあたる。
集落が形成されたのは、江戸時代中期以降である。上京に飛地の洛外町続町を有した。
明治22年（1889年）に朱雀野村の大字となり、大正7年（1918年）に京都市下京区（当時）に編入された。
現在は、京都市中京区北西部に位置し、聚楽廻を冠する5つの町で構成され、京都市内の地域自治の単位である元学区（学区）では、朱雀第二学区と朱雀第六学区にまたがって位置する。

## 歴史

### 平安時代から安土桃山時代
この地域は、南の一部分を除き平安京では大内裏（平安宮）に含まれ、大極殿を含む朝堂院の西半分と、その西側に豊楽院、また造酒司および典薬寮の一部が位置した。
大内裏は、幾度の火災の被害を受け、そのたびに再建されたが、豊楽院は康平6年（1063年）、朝堂院は平安時代末期の安元3年（1177年）の安元の大火により焼失して以降は再建されず、承久元年（1219年）に内裏を含めた大内裏が焼失。その再建途上の安貞元年（1227年）の火災以降再建されず放棄され、その後大内裏は内野（うちの）と呼ばれる荒地となった。
この内野の地の北東部に、豊臣秀吉が聚楽第を建造したが、文禄4年（1595年）破却した。なお、現在の聚楽廻の地域は、聚楽第の範囲から南西に外れている。

### 江戸時代から京都市編入
現在の地域名である聚楽廻（聚楽廻り）の名称は、近世から村名として用いられた。
江戸時代初期には、南東側で接していた三条台村（二条御城廻）と共に、町に住む農民の出作地であり、集落が形成されたのは中期以降であるとされ、以降も農民の居住地や農地は市街にも散在していた。また、二条城周辺には幕府関係の施設が立地したが、聚楽廻においても、京都所司代の与力・同心屋敷が千本通西、太子道（旧二条通）北（現在の聚楽廻東町、西町、中町付近）に置かれていた。
現在上京区にある三助町・鳳瑞町・利生町は、同村の飛地で町場化した洛外町続町であり、明治元年（1868年）7月に上京に編入され、明治2年（1869年）の第二次町組改正で上京第8・9番組（のちの仁和学区）に編入されている。
また、同村の南東側に位置した三条台村（二条御城廻）は、明治8年に西ノ京村に編入されている。
明治9年（1876年）に郡区境界改正が行われ、市街に散在していた地域を市中に編入、また市街から編入した地域もでき、改めて聚楽廻と名称が定まった。
明治22年（1889年）に、西ノ京村、壬生村と合併し、朱雀野村の大字となった。

### 京都市編入以降
大正7年（1918年）に、朱雀野村が西院村の一部と共に京都市下京区（当時）に編入され、編入された区域は下京第34学区となり、大字聚楽廻は同学区内で聚楽廻を冠する5つの町となった。
下京第34学区は、昭和4年（1929年）に、学区名が小学校名により改称され、上京区・下京区から、左京区・中京区・東山区が分区されると、朱雀学区となり、中京区に属した。
朱雀学区には、昭和12年（1937年）までに朱雀第一から第八までの8つの小学校が置かれ、昭和16年（1941年）の国民学校令により、国民学校の通学区域を単位として設置された町内会連合会がもとになって、戦後朱雀第一から第八までの元学区となった。（中京区役所関連の資料では、この昭和16年に朱雀学区が8つに分かれたとしている。）
公称町名に聚楽廻を冠する地域は、元学区では朱雀第二学区と朱雀第六学区にまたがって位置する。

## 地理
現在、聚楽廻地域（公称町名に「聚楽廻」を冠する地域）は、京都市中京区の北西部に位置し、範囲は、北は出水通下る、南は押小路通上る、東はおおむね千本通、西は下ノ森通である。千本通と丸太町通が交通の主要軸となっており、かつては市電が敷設されていた。
聚楽廻地域の北側は上京区、南側は中京区西ノ京地域（公称町名に「西ノ京」を冠する地域）に接している。地域自治の区分である元学区（学区）では、聚楽廻松下町、聚楽廻中町、聚楽廻東町と、聚楽廻西町の一部（JR山陰本線以北）が朱雀第二学区であり、聚楽廻南町と、聚楽廻西町の一部（JR山陰本線以南）が朱雀第六学区に位置する。いずれの元学区（学区）でも聚楽廻を冠する町は、その一部となっており、学区内の小学校は聚楽廻地域の外に位置する。

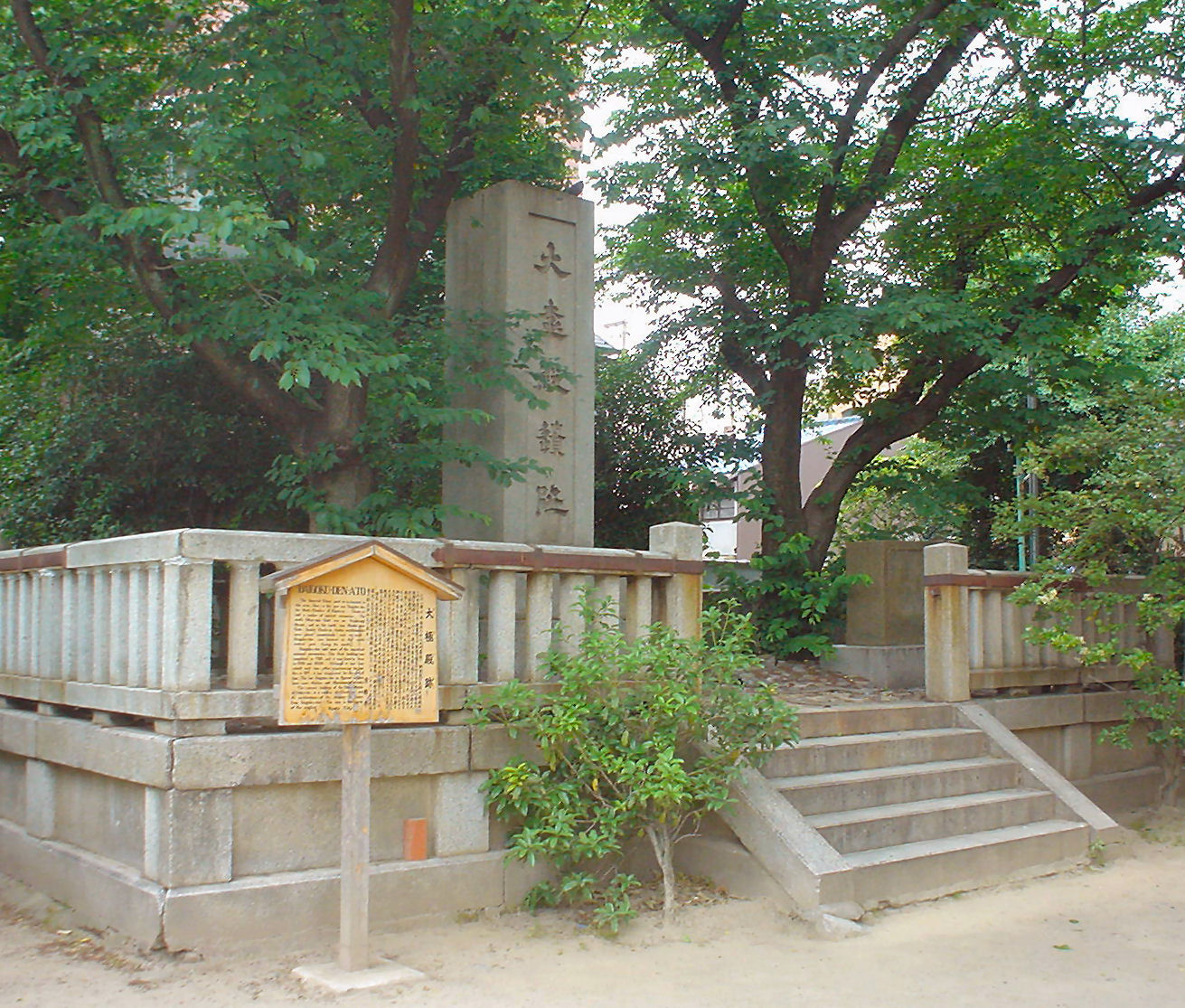
大極殿跡

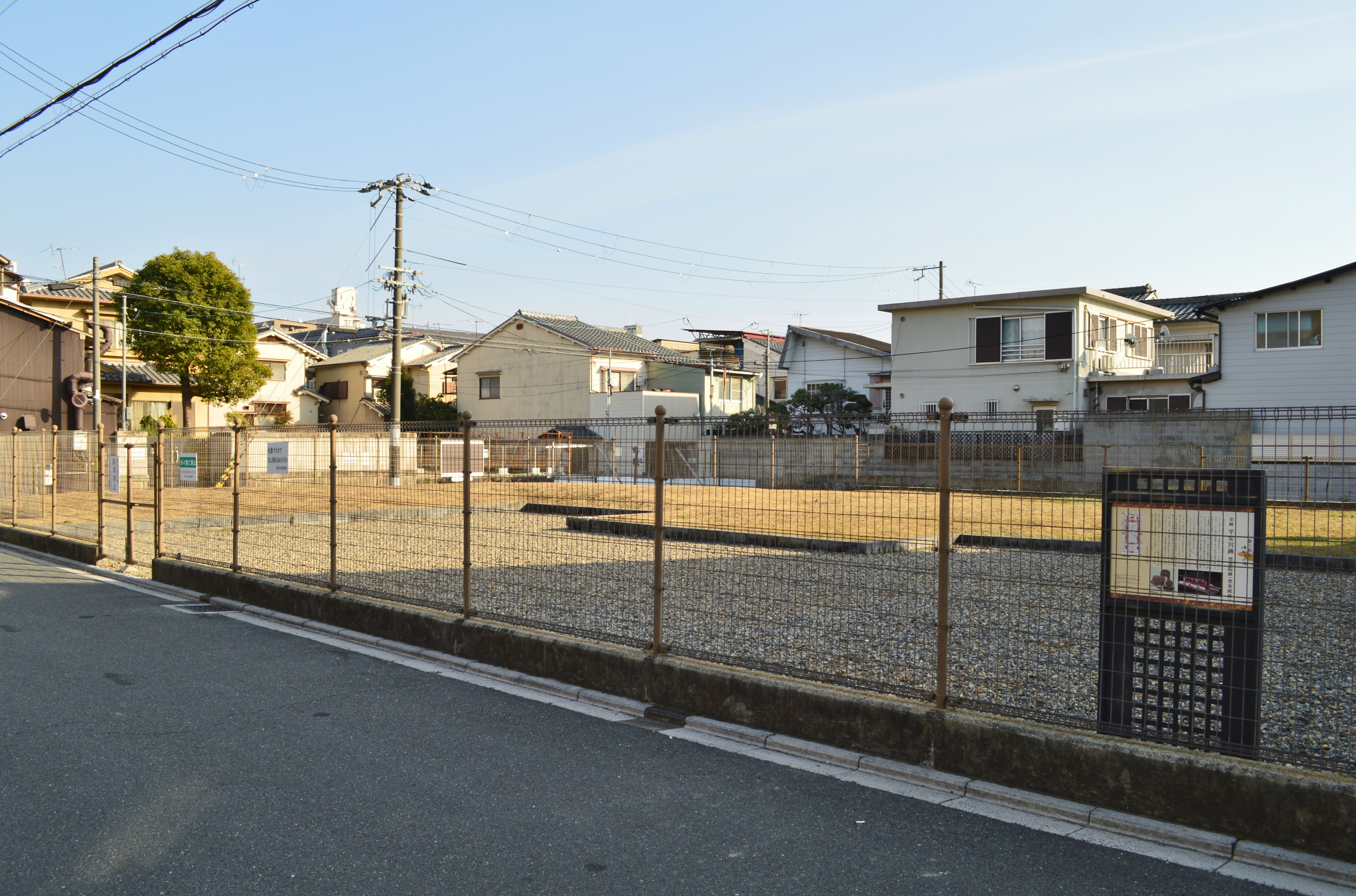
平安宮 豊楽院跡（北西隅）

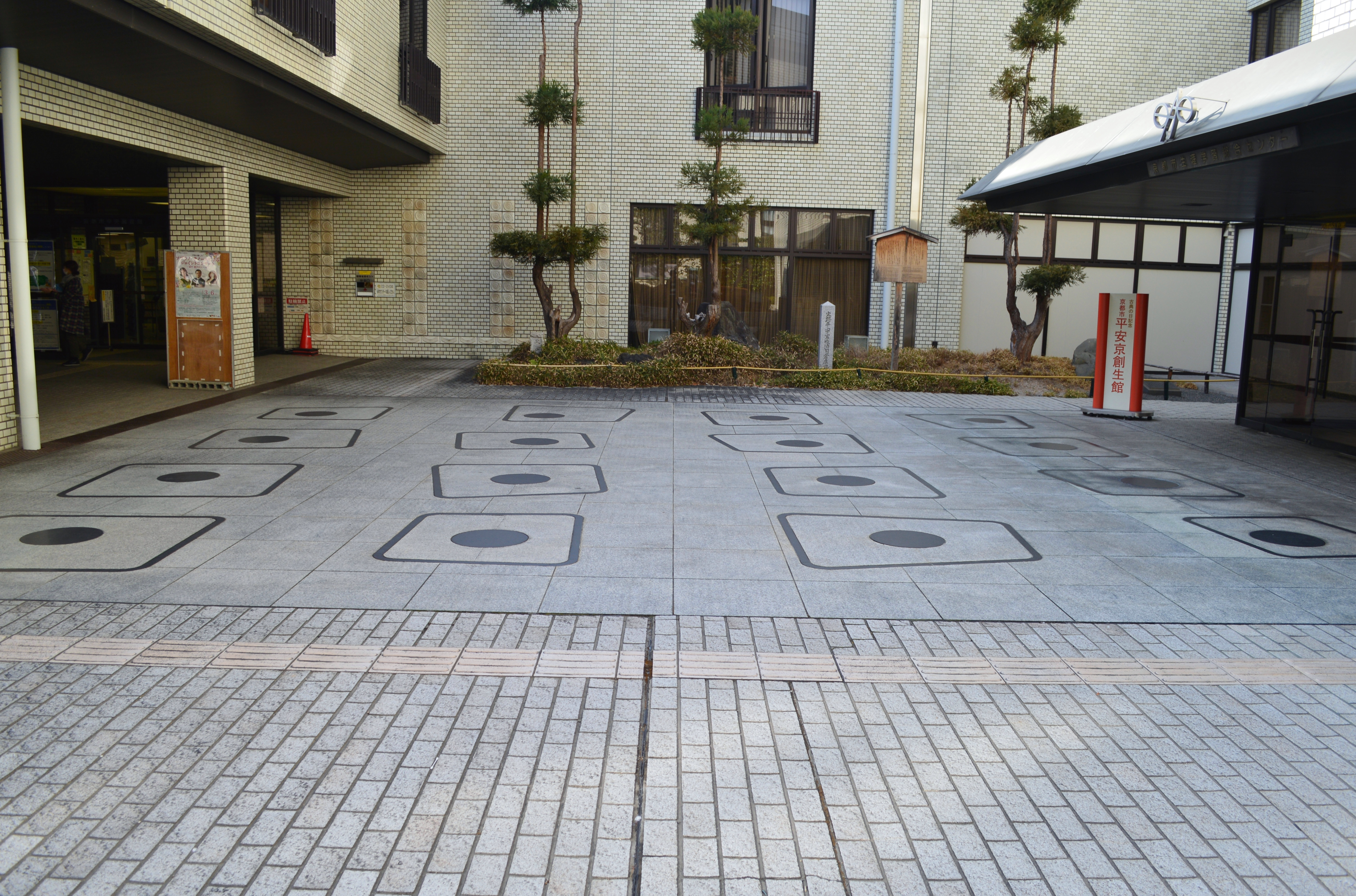
平安宮造酒司 倉庫跡

### 聚楽廻地域の町名
- 聚楽廻東町（-ひがしまち[注釈 4]）
  - 京都市編入前は字「豊楽東町」・「瓢箪」[17]。町の東端は千本通、西端は六軒町通により限られる。北は丸太町通上る（出水通下る）までであり、千本丸太町交差点の北西、上京区と中京区にまたがる内野児童公園に平安奠都1100年を記念して建てられた大極殿碑がある。千本通を挟んで東側に位置する上京区の主税町には、かつての京都所司代下屋敷があり、その与力・同心屋敷が、当町から聚楽廻西町にかけて立地した。現在は朱雀第二学区にあたる。平安京では朝堂院の西半分にあたる。（郵便番号〒604-8404）

- 聚楽廻中町（-なかまち）
  - 京都市編入前は字「豊楽中町」[17]。聚楽廻東町の西に位置する。江戸時代には京都所司代与力・同心屋敷が立地した。町の南端を旧二条通、北に丸太町通が通る。町内に日本聖公会京都聖三一教会が位置する。現在は朱雀第二学区にあたる。ただし、JR山陰本線の南側の通学区域は朱雀第六小学校となる。平安京の朝堂院と豊楽院敷地にあたる。（郵便番号〒604-8403）

- 聚楽廻西町（-にしまち）
  - 京都市編入前は字「豊楽西町」・「小栗」・「草川」・「伏田」[17]。聚楽廻中町の西に位置する。現在はJR山陰本線の北側が朱雀第二学区、南側が朱雀第六学区である。江戸時代には京都所司代与力・同心屋敷が立地した。平安京豊楽院にあたり、丸太町通一筋南の通りの南側に平安京豊楽殿跡が位置する。（郵便番号〒604-8402）

- 聚楽廻松下町（-まつしたちょう）
  - 京都市編入前は字「松ノ下」[17]。聚楽廻西町の西、丸太町通りの南北に位置する。東端が七本松通、西端が下ノ森通に限られる。現在は朱雀第二学区にあたる。平安京の造酒司が位置し、京都市中央図書館・京都アスニー（京都市生涯学習総合センター）ではその跡地であることを示している。町の南部は平安京の典薬寮の一部にあたる。（郵便番号〒604-8401）

- 聚楽廻南町（-みなみまち）
  - 京都市編入前は、字「朱雀」・「車坂」[17]。現在は朱雀第六学区にあたる。北端に旧二条通が通る。山陰本線がカーブしながら町域を横切り、その西側には二条自動車教習所が位置する。平安京では朝堂院と豊楽院敷地にあたる。（郵便番号〒604-8411）

### 近世の聚楽廻の洛外町続き町
以下の3町は、近世に上京の町場に形成され、葛野郡聚楽廻（聚楽村）に属した洛外町続町に由来するため、ここで説明する。
- 利生町（りせいちょう）　下長者町通六軒町西入
  - 近世では下長者町通の北側を「自生町」あるいは「利生町」、南を新長者町と言っており、明治2年に合併。第二次町組改正により、上京第9番組に編成され、現在は、仁和学区に位置する。平安京大内裏の大歌所にあたる[18][19] 。

- 鳳瑞町（ほうずいちょう）　下長者町通七本松西入
  - 近世では、東山双林寺や、相国寺などの領地で、隨念寺長屋、西三軒町、双林寺長屋、宝受寺長屋の4字を明治2年に統合[20]。上京第9番組となり、現在は仁和学区に位置する。町名は大内裏衰退後に、皇室や貴族の領地が分布していたという伝えにちなむ。町の北西には応徳元年（1084年）開立の西光寺、その東は隨念寺、大乗寺、浄徳院、その南には自性院が位置する。平安京の采女司から図書寮、右近衛府、武徳殿にあたる[18]。

- 三助町（さんすけちょう） 御前通下立売上る三丁目東入
  - 近世では、『京町鑑』によれば「三太夫辻子」とある。明治2年の第二次町組改正により上京第8番組となり[21]、現在は仁和学区に位置する。平安京大内裏右近衛府の跡地にあたる[18]。

### その他
聚楽廻南町から千本通の東向いに位置する上京区の聚楽町（じゅらくちょう）は、近世は京都所司代の御鉄砲方・御米蔵手代などの役宅と町家が入り組んだ市街の西限であり、幕末前の絵図・地誌等には町名が見えず、『京都坊目誌』では明治3年に民有地となり、明治8年に同町名になったとあるが、明治2年の上京第14番組のなかに同町名の記録がある。上京第14番組に属し、現在は出水学区に位置する。
町の南には、出世稲荷神社があったが、2012年移転。京都市営バスなどの停留所名も「出世稲荷前」から、「千本旧二条」に変更された。
また、元学区の聚楽学区は、聚楽第の東側に位置しており、聚楽廻地域とは離れて位置する。

## 小・中学校の通学区域
市立小・中学校に通う場合の通学区域は以下のとおり。
| 町名                                                              | 小学校                 | 中学校               |
| ----------------------------------------------------------------- | ---------------------- | -------------------- |
| 聚楽廻松下町 聚楽廻東町 聚楽廻西町（JR以北） 聚楽廻中町（JR以北） | 京都市立朱雀第二小学校 | 京都市立西ノ京中学校 |
| 聚楽廻南町 聚楽廻西町（JR以南） 聚楽廻中町（JR以南）              | 京都市立朱雀第六小学校 | 京都市立西ノ京中学校 |

## 交通
地域内には、京都市三大事業によって、千本通が拡築され、明治45年（1912年）から京都市電千本線が運転されていたが、昭和47年（1972年）1月に廃止された。
千本通以西の丸太町通については、市区改正設計路線として拡築され、昭和3年（1928年）6月から西ノ京円町（後に電停名を円町と改称）・千本丸太町間で市電丸太町線が運転され、昭和51年（1976年）3月に廃止された。

### 鉄道
- JR西日本
  - 山陰本線（嵯峨野線）（地域内に駅は存在しない。）

### 路線バス
- 京都市営バス・京都バス・西日本JRバス 停留所
  - 千本旧二条
  - 千本丸太町
  - 丸太町七本松

### 道路
東西の通り
- 丸太町通
- 旧二条通（太子道）

南北の通り
- 千本通
- 六軒町通
- 七本松通
- 下ノ森通

## 主な施設
- 京都市中央図書館・京都アスニー（京都市生涯学習総合センター）

## 名所・旧跡等
- 平安京大内裏
  - 朝堂院　大極殿
  - 豊楽院　豊楽殿
  - 造酒司
  - 典薬寮
- 江戸幕府
  - 京都所司代与力・同心屋敷